# Conothele taiwanensis
Conothele taiwanensis là một loài nhện trong họ Ctenizidae.
Loài này thuộc chi Conothele. Conothele taiwanensis được miêu tả năm 2003 bởi Tso, Joachim Haupt & Zhu.